# 非凡浪漫 (2019年電影)
《非凡浪漫》（英語：Isn't It Romantic）是一部2019美國諷刺式的浪漫喜劇電影，由托德·斯特勞斯·舒爾森執導，以及由艾琳·卡迪羅、戴娜·福克斯及姬蒂·西爾伯曼（Katie Silberman）擔任編劇。電影由莉寶·韋遜、里安·咸士禾夫、亞當·迪凡及琵豔卡·喬普拉主演。故事講述一個女生被擊中頭部之後醒來，她發現醒來後周遭的一切就如浪漫喜劇電影一般。 
電影於2019年2月13日由華納兄弟於美國發行，並在2019年2月28日由Netflix於在國際發行。電影票房總收益超過4,800萬美元，並廣泛獲得影評人的正面評價，當中他們都稱讚韋遜的演技。

## 劇情
在1990年代初的澳洲，年紀小小的娜塔莉正在看著一齣浪漫喜劇電影《風月俏佳人》，此時她的母親透過告訴她指那個女生於現實中並沒有好結局，衝擊了她的態度與熱情。25年後，娜塔莉於紐約市當一名建築師，她的自尊心低得很，被她的同事們以及一位名叫布萊克的新客戶視為責任推卸者，布萊克是一位英俊的億萬富翁，在一次重要會議上把她當作成助理。她拒絕了好友喬希邀約她一起到卡拉OK酒吧的邀請；她又逮到其助手維持妮在辦公室裡看浪漫喜劇《愛情嚟料》，她對關於浪漫喜劇和它們的陳詞濫調進行滔滔不絕的冷嘲熱諷和咆哮。 
在她從辦公室回家的路上，娜塔莉在地鐵上跟搶劫匪搭訕。她雖然最終也擊退了襲擊者，然而步履蹣跚的她因撞倒鋼樑而昏迷不醒。當娜塔莉醒來時，她發現自己正身處醫院，並獲得一名很有吸引力的醫生迎接，對方隨即跟她調情起來。此舉讓娜塔莉感到不安和困惑，她隨即走到外面，她留意到現在的紐約市看起來和嗅起來比平常好得多了。她走在街上幾乎被一輛豪華轎車撞倒，踏出車外的正是操著澳洲口音英語的布萊克，他和藹的向娜塔莉表示著愧歉，並且送她回家。在她離開前，布萊克把自己的電話號碼寫於花瓣上，然後隨意的拋到她上翹的帽子中。 
仍然對這一切感到困惑的娜塔莉回到她的公寓中，她發現它比以前更大和更漂亮。她從前那不守規矩的狗狗現在也穿著得很整齊和服從，她的衣帽間擺滿了令人眼花繚亂的鞋子，還有她那脾氣暴躁的鄰居唐尼（神秘地出現在她的公寓中）現在表現得非常炫耀，似乎成了她老套的同志好友。工作中，每位同事都待她很好，除了她的前助手維持妮，她現在成為了其競爭對手。對所有變化仍然感到茫然不知所措的娜塔莉跟喬希一起散步，當二人正要穿過公園時，喬希向一位快要窒息的女士施以援手，她是一名穿著華麗泳裝模特兒兼「瑜伽大使」的伊莎貝拉。喬希與她之間似乎燃起瞬間的火花，二人結伴去茶聚，剩下娜塔莉獨自一人。當她獨自走的時候，她留意到更多奇怪的變化（包括環境聲音，方便審查她的咒罵），此時她終於意識到自己被困於PG-13的浪漫喜劇之中。
娜塔莉後來把一切重來，想著若她可以重新建立導致她被擊昏情況的話，她就能回到從前的生活。她在地鐵月台上再遇那搶劫匪，然而他別過面走開了。當她即將離開月台進入地鐵車廂時，她被一名叫「漢森警官」的警員拉到一邊。她冷笑地問他是否救回她時，他回應指他是由於娜塔莉早前跳過（或翻倒）旋轉門而逮捕她。在警局，警員們不允許娜塔莉以自己的電話來致電親友，然而她卻記不起她的朋友或同事的電話號碼，她決定把布萊克寫於花瓣上的電話號碼拋到空中，而花瓣上的數字按正確的排序降落。她致電了布萊克，她認為可以透過找這個人（布萊克）來結束她的監禁，並接受跟布萊克的晚飯邀請。
隨著唐尼的蒙太奇後，娜塔莉與布萊克在他的游艇上度過了一個美好的約會，這個約會以雨夜街中的吻作結。讓娜塔莉失望的是，他們倆無法睡在一起（由於PG-13的評級），還有布萊克告訴她指他愛她後，她發覺並沒有任何改變。喬希與布萊克在娜塔莉的公寓裡尷尬地相遇。翌日，娜塔莉與布萊克獲邀到伊莎貝拉位於漢普頓的派對。派對上，就在伊莎貝拉與喬希宣布訂婚之前，娜塔莉意識到自己真的很喜歡喬希。
當晚，眾人到卡拉OK酒吧慶祝，娜塔莉唱歌並試圖把喬希從伊莎貝拉身邊拉走。一天，娜塔莉醒來後發現布萊克正跟他父親談電話時試圖將她的想法作為其想法來傳遞時，娜塔莉跟他提出分手並跑去阻止喬希的婚禮。她在教堂裡發表了戲劇性的演講，她意識到自己一直以來需要的並非「靈魂伴侶」的愛，而是單純的愛自己。她偷去二人停泊在外的婚禮花車離開了婚禮。她熱衷於重展自己的新生活，但她的汽車撞上了障礙物而她則被擊昏。 
娜塔莉又從醫院醒來，但看診的是一名沉鬱的醫生，並告知她已昏迷了18個小時。她開心地發現自己返回了現實。憑著娜塔莉重拾的自尊心，她返回其工作崗位，並為布萊克進行演示，他對娜塔莉工作的目標定位甚為欣賞。娜塔莉對喬希表示歉意，喬希透露一直以來都喜歡她，二人互吻了。
電影最後以眾人在紐約街道上的歌舞，以及娜塔莉高歌著情歌作結。

## 演員
- 莉寶·韋遜 飾 娜塔莉，居於紐約的澳洲建築師[5]。
- 里安·咸士禾夫 飾 布萊克，娜塔莉任職公司的客户，娜塔莉的兩名追求者之一[6]。
- 亞當·迪凡 飾 喬希，娜塔莉於公司裡最好的朋友之一，娜塔莉的兩名追求者之一[6]。
- 琵豔卡·喬普拉 飾 伊莎貝拉，模特兒兼瑜伽大使[7]。
- 貝蒂·吉爾平 飾 維持妮，娜塔莉的助手及她最好的朋友之一（娜塔莉幻想世界的複仇者）[8]。
- 布蘭頓·鍾斯 飾 唐尼，娜塔莉的鄰居和朋友。
- 珍妮花·桑德斯 飾 娜塔莉的媽媽
- 杰·奥克森 飾 加里
- 杨伯文  飾 唐尼的男朋友

## 製作
2016年5月23日，根據媒體報導，由艾琳·卡迪羅原創的劇本，戴娜·福克斯和姬蒂·西爾伯曼重新編寫劇本，新線影業的未命名浪漫喜劇電影，托德·加納、格蘭特·施夏堡及芝娜·馬修斯將成為該片的製片人，而莉寶·韋遜將會飾演娜塔莉  。2017年3月22日，托德·斯特勞斯·舒爾森受聘為電影執導，電影定名為《非凡浪漫》。 
5月10日，曾於前兩部《完美巨聲幫》系列電影中與莉寶·韋遜合作的亞當·迪凡加入演出，而里安·咸士禾夫將飾演娜塔莉的追求者。同月，琵豔卡·喬普拉也加入劇組演出。2017年6月14日，比蒂·吉爾平加入劇組，飾演娜塔莉的助手維持妮，也是她最好的朋友之一。 
電影的主要摄影於2017年7月10日於紐約市開始進行 。 

## 發行
《非凡浪漫》由華納兄弟於2019年2月13日在美國發布。電影於2019年2月28日透過Netflix於國際市場發行。 

### 家庭影院
《非凡浪漫》將於2019年5月21日發行電影的DVD/Blu-Ray。

## 评价

### 票房
在美國及加拿大，《非凡浪漫》跟《死亡無限2次LOOP》一起發行，並預期在3,300個影院於為期六天的開畫周末裡賺得2,200萬美元的收益。在電影不設周二晚上的預覽後，它於周三的開畫首天賺得$180萬美元，在情人節當天賺得$440萬美元，兩天合共$620萬美元。它在周末首映時票房達到了1,420萬美元的收入（五天的總收入為$2,040萬美元），票房收入排名第三。電影票房於上映的第二個周末下跌了47％，收益賺得$750萬美元，排名第五 。 

### 影評
根據匯總媒體《爛番茄》網站，電影基於142個評論，持有70％的新鮮度，平均分數為6.16／10。該網站的關鍵共識寫道：「它遵循了許多被嘲笑的類型，但《非凡浪漫》的是個感覺良好的浪漫喜劇，和有一些帶諷刺的意思— 演員而在兩者都適合。」 在《Metacritic》上 ，電影根據32個評論，平均得分為60／100，表示「混合或平均」。在《CinemaScore》的調查中，觀眾在A+至F的評級中給予該片的平均等級為「B」，而在PostTrak中，平均成績為5顆星中有3.5顆星，當中有50％表示為「明確推薦」。澳洲的LGBTIQ出版刊物《QNews》對電影進行了積極的評論，其中有貢獻的記者彼得·格雷說它是「...這個類型其中一個更好的例子（由事實幫助），演員們都有能力兼顧演譯及反對定型 。」

## 外部連結
- 互联网电影数据库（IMDb）上《非凡浪漫》的资料（英文）
- Isn't It Romantic的X（前Twitter）